# Essai sur les règnes de Claude et de Néron
L' Essai sur la vie de Sénèque, sur ses écrits et sur les règnes de Claude et de Néron est un ouvrage de Denis Diderot paru en décembre 1778 et réédité dans une version plus aboutie en 1782.

## Histoire de l’œuvre

### Origine
Dans les années 1770, d'Holbach et son cercle cherchent à appuyer leur position philosophique matérialiste sur les principes du stoïcisme et incitent Jacques-André Naigeon à publier une nouvelle édition de l’œuvre de Sénèque. La traduction en est confiée à Joseph Lagrange, précepteur des enfants de d'Holbach, qui s'en acquittera jusqu'à sa mort en 1775 ; Naigeon achèvera alors la traduction et annotera le texte.

### De la postface à l'Essai sur les règnes
Pour compléter l'édition, Naigeon et d’Holbach demandent à Diderot de rédiger une postface. Diderot se base sur les écrits de Tacite, de Suétone et de Sénèque lui-même mais il éprouve le besoin, pour bien pénétrer la pensée et l’œuvre du philosophe latin, d’approfondir sa connaissance des empereurs romains sous les règnes desquels il avait vécu. Cette biographie, presque une apologie, s’accompagne donc d’un commentaire sur l’exercice du pouvoir et le caractère des empereurs Claude et Néron. Cet essai prendra une telle ampleur qu'il devra être édité à part sous le titre Essai sur la vie de Sénèque le philosophe, sur ses écrits, et sur les règnes de Claude et de Néron qui occupera un septième volume des Œuvres de Sénèque.

L'Essai sur la vie de Sénèque paraît en décembre 1778, chez de Bure à Paris. La page de titre du 7e tome porte le millésime 1779, mais les comptes rendus parus dans la presse littéraire en décembre 1778 attestent de la publication de l'ensemble de la série au plus tard en décembre 1778. Il faut par ailleurs noter que ni Naigeon, ni Diderot ne sont nommément cités dans cette édition, pourtant publiée avec privilège. Diderot était pourtant bien identifié comme l'atteste la présentation du Mercure de France : 

« Un des Écrivains les plus célèbres de notre siècle a bien voulu en décorer l'Ouvrage de son ami & le plus précieux monument qui nous reste de la Philosophie ancienne ne pouvoit être plus dignement couronné. »

L'ouvrage contient une attaque voilée contre son ancien ami Jean-Jacques. Dans une note, Diderot rejette comme non valides les attaques portées contre Sénèque par son contemporain Publius Suillius Rufus, mais en formulant sa critique de Suillius de telle façon qu'on peut y voir en fait une attaque contre Rousseau. Dès la publication de l’ouvrage, la critique se déchaîne. 
Diderot décide alors de répondre aux différentes attaques dans une nouvelle édition du texte, une fois et demie plus volumineuse que la première et qui comprend deux tomes. Le nouveau titre, Essai sur les règnes de Claude et de Néron et sur les mœurs et les écrits de Sénèque pour servir d’introduction à la lecture de ce philosophe, atteste par ailleurs d'un déplacement de la focalisation sur les questions politiques ; Diderot traite cette fois des rapports entre les philosophes et le pouvoir.
Le traitement n'en est évidemment pas moins périlleux et, pour contourner la censure, Diderot fait imprimer l'ouvrage à Bouillon, avec une adresse fictive à Londres et sans nom d'auteur, en 1782.

## Contenu
C'est la dernière œuvre qui paraîtra de son vivant et elle n'est pas exempte d'une dimension testamentaire, jusque dans ses aspects éditoriaux. Ainsi que le note Michel Delon : 

« À travers la figure [de Sénèque], il se justifie d'avoir échappé à la misère, d'avoir richement doté sa fille et de s'être sali les mains en allant dialoguer avec l'impératrice de Russie. »

Au-delà d'une biographie de Sénèque, Diderot étudie dans l’Essai les rapports entre le philosophe et le pouvoir et livre l'aboutissement de sa pensée politique. Il est à noter que la réflexion politique traverse toute la vie de Diderot. Dans la Promenade du sceptique il écrivait déjà, que si on lui imposait silence sur la religion et la politique, il n'aurait plus rien à dire ; et l'article Autorité politique de l'Encyclopédie (1751) est une autre balise majeure. Toutefois, l'expression écrite de ses idées politiques se concentre après la déception de ses rencontres avec Catherine II en 1774. En particulier, les textes de l’Essai peuvent être rapprochés de ses importantes contributions à l’Histoire des deux Indes, écrits et publiés à la même époque. Sa déception personnelle à l'égard des despotes et monarques éclairés le conduit à remettre en cause toute forme de puissance despotique exercée au détriments des Hommes et de la société, voire de toute autorité.

## Édition

### Note aux Insurgents d'Amérique
L'ouvrage contient une note intitulée Aux Insurgents d'Amérique, qui a fait l'objet d'éditions isolées de l’Essai dont elle est extraite.
- Apostrophe aux insurgents d'Amérique. In : Diderot. Tome VI, Textes politiques, édités par Yves Benot, Paris, éditions sociales, 1960 (rééd. 1971).
- Aux insurgents d'Amérique (1782). In : Denis Diderot, Œuvres politiques, éditées par Paul Vernière, Paris, Classiques Garnier, 2018  (ISBN 9782812426186) ; rééd.)

### Les notes de Naigeon
Le texte de Diderot dans l'édition de 1778 s'accompagne de près de 476 notes, dont certaines sont explicitement dues à l'éditeur, Naigeon. Dans l'édition de 1782, on trouve une trentaine de notes supplémentaires, et le marquage est inversé : ce sont les notes de l'auteur qui sont marquées de son initiale. Geneviève Cammagre a par ailleurs montré dans son analyse des notes - citée en bibliographie - que dans son édition des œuvres de Diderot en 1798, Naigeon ajoute quelques interventions dans les notes, mais en attribue à Diderot un nombre plus important que dans les éditions précédentes. Il en découle que les interventions de Naigeon dans la constitution de l'œuvre ne sont pas négligeables et que l'on peut supposer une collaboration entre les deux hommes ; d'autant qu'en 1778, Diderot arrive au crépuscule de sa vie, alors que Naigeon est dans la force de l'âge.

### Éditions du texte
- Paris, frères De Bure, décembre 1778.
- Londres [Bouillon], 1782.
- Édition critique et annotée, présentée par Jean Deprun, Jean Ehrard, Annette Lorenceau. In : Œuvres complètes, tome XXV, Paris, Hermann, 1986. Compte rendu : H. Nakagawa, Recherches sur Diderot et sur l'Encyclopédie, 1988, n° 4, p. 152-157.